# Округ Флојд (Тексас)
Округ Флојд (енгл. Floyd County) је округ у америчкој савезној држави Тексас. По попису из 2010. године број становника је 6.446.

## Демографија
Према попису становништва из 2010. у округу је живело 6.446 становника, што је 1.325 (17,1%) становника мање него 2000. године.
| Група             | 2000.         | 2010.         |
| Белци             | 3.875 (49,9%) | 2.777 (43,1%) |
| Афроамериканци    | 263 (3,4%)    | 232 (3,6%)    |
| Азијати           | 13 (0,2%)     | 11 (0,2%)     |
| Хиспаноамериканци | 3.569 (45,9%) | 3.410 (52,9%) |
| Укупно            | 7.771         | 6.446         |